# Allomengea
Genre
Synonymes
- Pedina Menge, 1866 nec Agassiz 1838
- Mengea F. O. Pickard-Cambridge, 1903 nec Grote, 1886
- Pedinella Dahl, 1909 nec Wyssotzki, 1887

Allomengea est un genre d'araignées aranéomorphes de la famille des Linyphiidae.

## Distribution
Les espèces de ce genre se rencontrent en zone holarctique.

## Liste des espèces
Selon World Spider Catalog (version 16.5, 25/07/2015) :
- Allomengea beombawigulensis Namkung, 2002
- Allomengea coreana (Paik & Yaginuma, 1969)
- Allomengea dentisetis (Grube, 1861)
- Allomengea niyangensis (Hu, 2001)
- Allomengea scopigera (Grube, 1859)
- Allomengea vidua (L. Koch, 1879)

## Publication originale
- Strand, 1912 : Drei neue Gattungsnamen in Arachnida. Internationale Entomologische Zeitschrift Guben, vol. 5, p. 346.
- Menge, 1866 : Preussische Spinnen. Erste Abtheilung. Schriften der Naturforschenden Gesellschaft in Danzig, (N.F.) vol. 1, p. 1-152 (texte intégral).
- F. O. Pickard-Cambridge, 1903 : A revision of the genera of the Araneae or spiders, with reference to their type species. Annals and Magazine of Natural History, sér. 7, no 11, p. 32-51 (texte intégral).